# Nikoloz Basilashvili
Nikoloz Basilashvili (en georgiano: ნიკოლოზ ბასილაშვილი)  (Tiflis, 23 de febrero de 1992) es un tenista profesional georgiano.

## Carrera
Su mejor ranking individual es el Nº 16 alcanzado en octubre de 2018.
Ha conseguido tres títulos ATP de la categoría 500, dos en año 2018, y uno en 2019. Además ha logrado 5 títulos de la categoría ATP Challenger Tour, así como también ha obtenido varios títulos Futures tanto en individuales como en dobles.

### 2014
En el mes de mayo ganó su primer título de la categoría ATP Challenger Tour. Fue en el torneo Karshi Challenger 2014, disputado en la ciudad uzbeka de Qarshi. En la modalidad de individuales derrotó en la final al quinto cabeza de serie del torneo, el estadounidense Chase Buchanan por 7-62 y 6-2 para hacerse con el título.

## ATP Tour Masters 1000

### Individual

#### Finalista (1)
| Año  | Torneo       | Superficie | Ind/Outdoor | Oponente en la final | Resultado     |
| 2021 | Indian Wells | Dura       | Outdoor     | Cameron Norrie       | 6-3, 4-6, 1-6 |

## Títulos ATP (5; 5+0)

### Individual (5)
| Leyenda                         |
| Grand Slam (0)                  |
| ATP Wourld Tour Finals (0)      |
| ATP Masters 1000 World Tour (0) |
| ATP World Tour 500 (3)          |
| ATP World Tour 250 (2)          |

| N.º | Fecha                | Torneo       | Superficie    | Oponente en la final  | Resultado     |
| --- | -------------------- | ------------ | ------------- | --------------------- | ------------- |
| 1.  | 29 de julio de 2018  | Hamburgo     | Tierra batida | Leonardo Mayer        | 6-4, 0-6, 7-5 |
| 2.  | 7 de octubre de 2018 | Pekín        | Dura          | Juan Martín del Potro | 6-4, 6-4      |
| 3.  | 28 de julio de 2019  | Hamburgo (2) | Tierra batida | Andrey Rublev         | 7-5, 4-6, 6-3 |
| 4.  | 13 de marzo de 2021  | Doha         | Dura          | Roberto Bautista      | 7-6(5), 6-2   |
| 5.  | 2 de mayo de 2021    | Múnich       | Tierra batida | Jan-Lennard Struff    | 6-4, 7-6(5)   |

#### Finalista (4)
| N.º | Fecha                 | Torneo       | Superficie    | Oponente en la final | Resultado     |
| --- | --------------------- | ------------ | ------------- | -------------------- | ------------- |
| 1.  | 23 de julio de 2016   | Kitzbühel    | Tierra batida | Paolo Lorenzi        | 3-6, 4-6      |
| 2.  | 19 de febrero de 2017 | Memphis      | Dura (i)      | Ryan Harrison        | 1-6, 4-6      |
| 3.  | 17 de octubre de 2021 | Indian Wells | Dura          | Cameron Norrie       | 6-3, 4-6, 1-6 |
| 4.  | 19 de febrero de 2022 | Doha         | Dura          | Roberto Bautista     | 3-6, 4-6      |

## Challengers (6)
| Leyenda             | Individuales | Dobles |
| ------------------- | ------------ | ------ |
| ATP Challenger Tour | 6            | 0      |

### Individual
| N.º | Fecha      | Torneo                     | Superficie | Oponentes en la final | Resultado           |
| --- | ---------- | -------------------------- | ---------- | --------------------- | ------------------- |
| 1.  | 24.05.2014 | Challenger de Qarshi       | Dura       | Chase Buchanan        | 7-6(2), 6-2         |
| 2.  | 05.04.2015 | Challenger de Raanana      | Dura       | Lukáš Lacko           | 4-6, 6-4, 6-3       |
| 3.  | 26.07.2015 | Challenger de Scheveningen | Dura       | Andrey Kuznetsov      | 6-7(3), 7-6(4), 6-3 |
| 4.  | 20.03.2016 | Challenger de Guangzhou    | Dura       | Lukáš Lacko           | 6-1, 6-7(6), 7-5    |
| 5.  | 15.05.2016 | Challenger de Heilbronn    | Dura       | Jan-Lennard Struff    | 6–4, 7-6(3)         |
| 6.  | 03.11.2024 | Challenger de Seúl         | Dura       | Taro Daniel           | 7–5, 6-4            |